# Gran Premio di Chiasso
Il Gran Premio di Chiasso era una corsa in linea maschile di ciclismo su strada che si disputò annualmente nella cittadina di Chiasso, in Svizzera, dal 1995 al 2007 gli ultimi giorni di febbraio o i primi di marzo.
Il corridore più titolato è Giuliano Figueras con due successi all'attivo.
Dall'anno 2009 la gara è stata sostituita dal Gran Premio dell'Insubria, che si svolge però su un percorso differente.

## Albo d'oro
Aggiornato all'edizione 2007.
| Anno | Vincitore          | Secondo              | Terzo                |
| ---- | ------------------ | -------------------- | -------------------- |
| 1995 | Beat Huber         | Ivan Luna            | Andrea Guidotti      |
| 1996 | Federico Profeti   | Gabriele Colombo     | Andrea Stocco        |
| 1997 | Serhij Ušakov      | Alberto Volpi        | Bruno Boscardin      |
| 1998 | Gianluca Bortolami | Mirko Celestino      | Germano Pierdomenico |
| 1999 | Romāns Vainšteins  | Gabriele Balducci    | David Millar         |
| 2000 | Giuliano Figueras  | Davide Rebellin      | Maurizio Zinetti     |
| 2001 | Davide Rebellin    | Dario Frigo          | Raimondas Rumšas     |
| 2002 | Rubens Bertogliati | Aleksandr Šefer      | Cristian Gasperoni   |
| 2003 | Giuliano Figueras  | Mirko Celestino      | Giuseppe Palumbo     |
| 2004 | Franco Pellizotti  | Leonardo Bertagnolli | Cédric Vasseur       |
| 2005 | Kim Kirchen        | Giuliano Figueras    | Michael Rogers       |
| 2006 | Remmert Wielinga   | Davide Rebellin      | Leonardo Bertagnolli |
| 2007 | Pavel Brutt        | Davide Rebellin      | Luca Mazzanti        |